# Erateina pisca
Erateina pisca là một loài bướm đêm trong họ Geometridae.